# Monastère Notre-Dame-du-Signe d'Abalak
Le monastère Notre-Dame-du-Signe ou monastère d'Abalak (en russe : Абалакский Знаменский монастырь ou simplement Абалакский монастырь) est un monastère orthodoxe pour hommes, situé dans l'éparchie de Tobolsk et Tioumen, dans le village d'Abalak, oblast de Tioumen, à 20 km de Tobolsk, sur la rive droite de la rivière Irtych.  

## Histoire
Dès 1636, l'icône de la Mère de Dieu d'Abalak est honorée dans la région et une église en bois lui est consacrée. À la fin du XVIIe siècle et au début du XVIIIe siècle, se développe autour du village un complexe de bâtiments de style baroque cosaque: la cathédrale du Signe (1683—1691), l'église Saint-Nicolas Thaumaturge (1748—1750), l'église Marie l'égyptienne avec son clocher (1752—1759).
En 1783, à la demande de l'évêque de Tobolsk et de Sibérie, Petrov Varlaam, est fondé un monastère de troisième classe pour hommes. Les travaux d'édification du monastère se poursuivent au XIXe siècle. À partir de 1902 le monastère passe en catégorie II mais le nombre de frères ne dépasse pas 15 personnes. Au début du XXe siècle 57 moines sont envoyés du Monastère de Varlaam. Des écoles d'artisanat sont ouvertes pour les enfants Khantys, Selkoupes, Nénètses et Tatars sibériens. Des hôpitaux gratuits sont créés.
Dans les années 1920, des moines sont arrêtés pour s'être opposés à la confiscation des biens de l'église orthodoxe russe par le pouvoir soviétique.
Dans les années 1930, le monastère est transformé en pensionnat et en entrepôt commercial. L'église de la Trinité est transformée en garage. En 1989 le monastère et ses bâtiments est redevenu propriété de l'éparchie d'Omsk-Tioumen de l'église orthodoxe russe. 

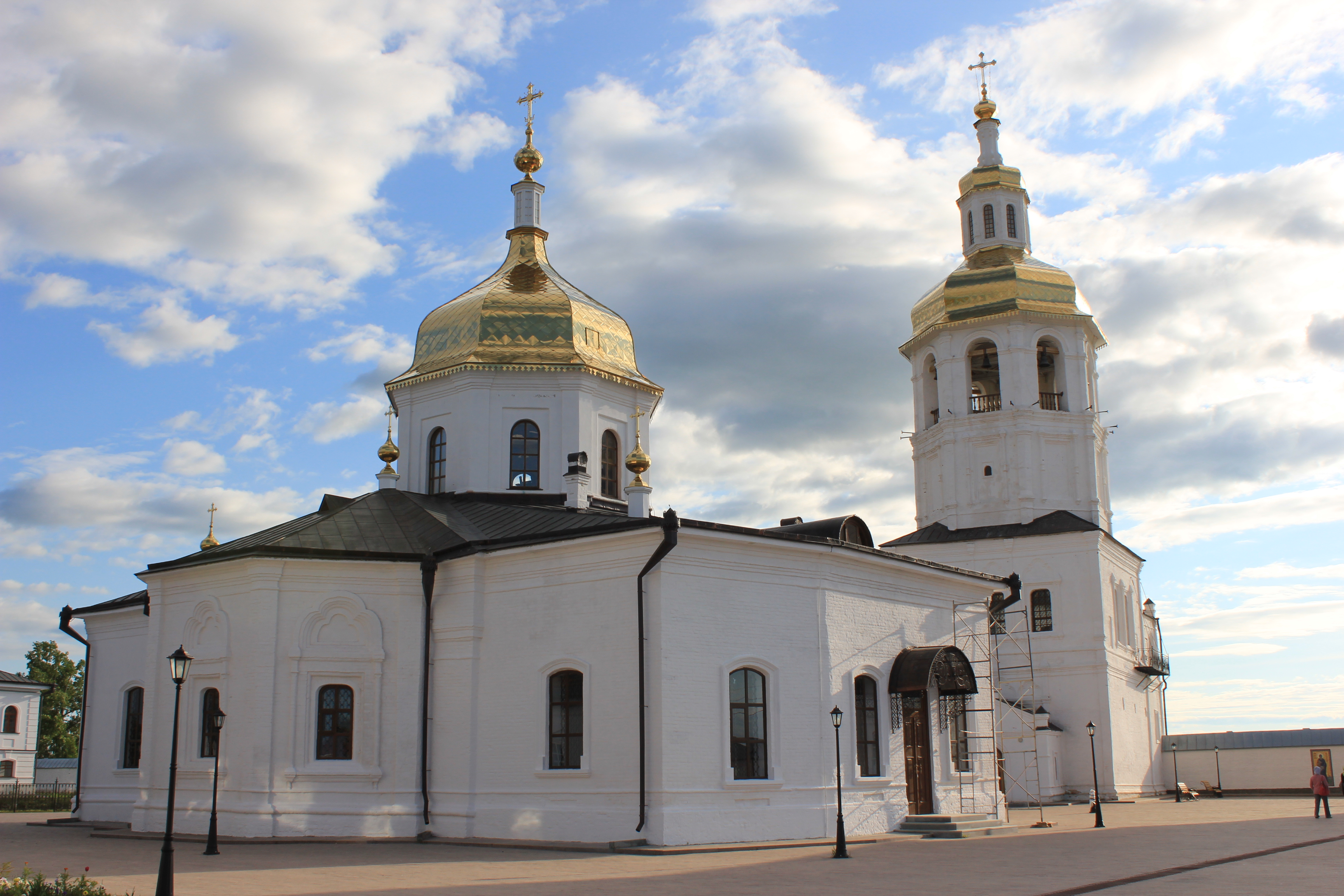
Église Saint-Nicolas dans le monastère
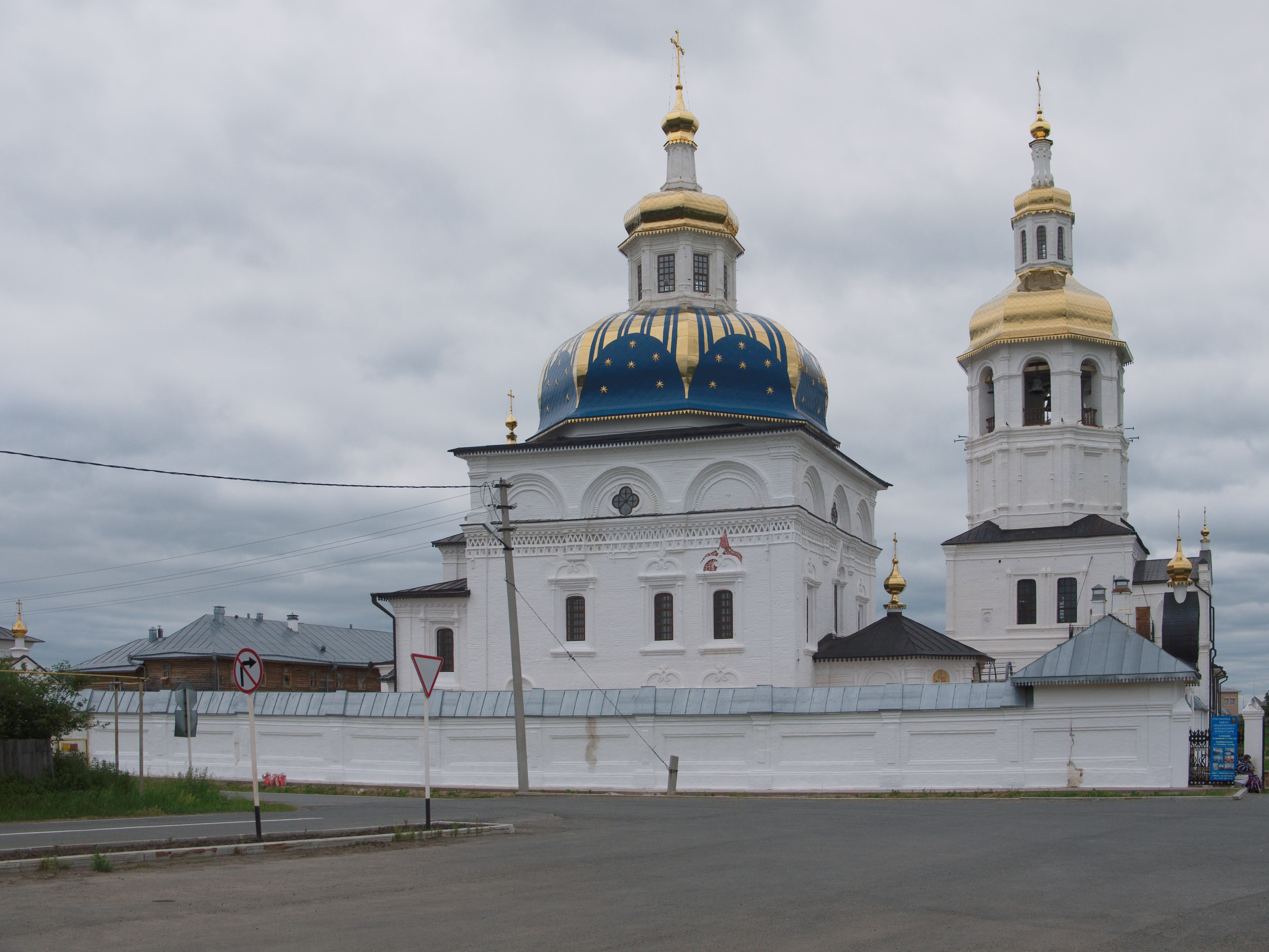
Cathédrale Notre-Dame-du-Signe
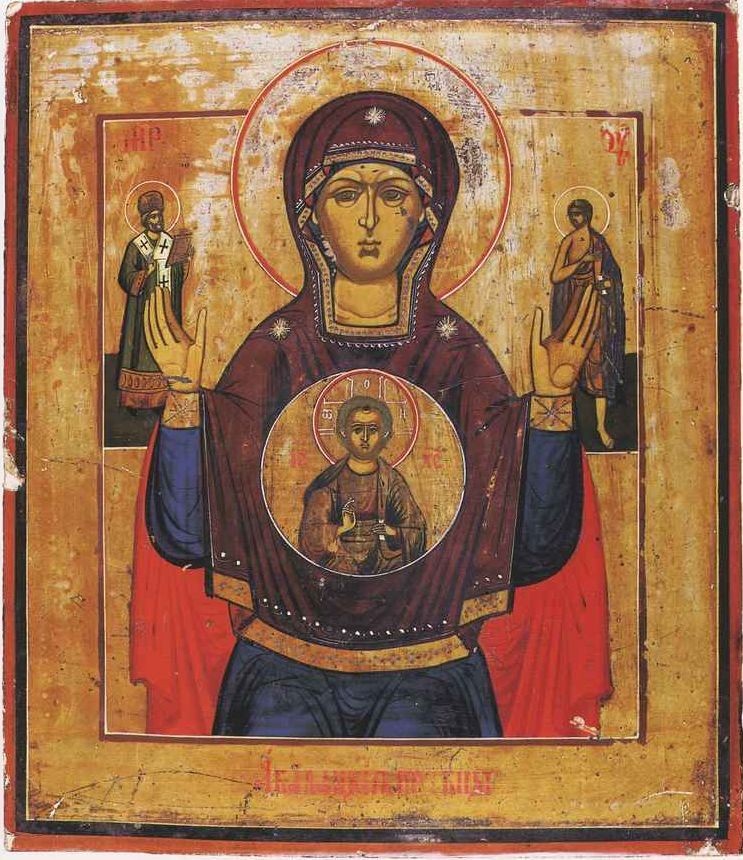
Icône Notre-Dame-du-Signe à Abalak
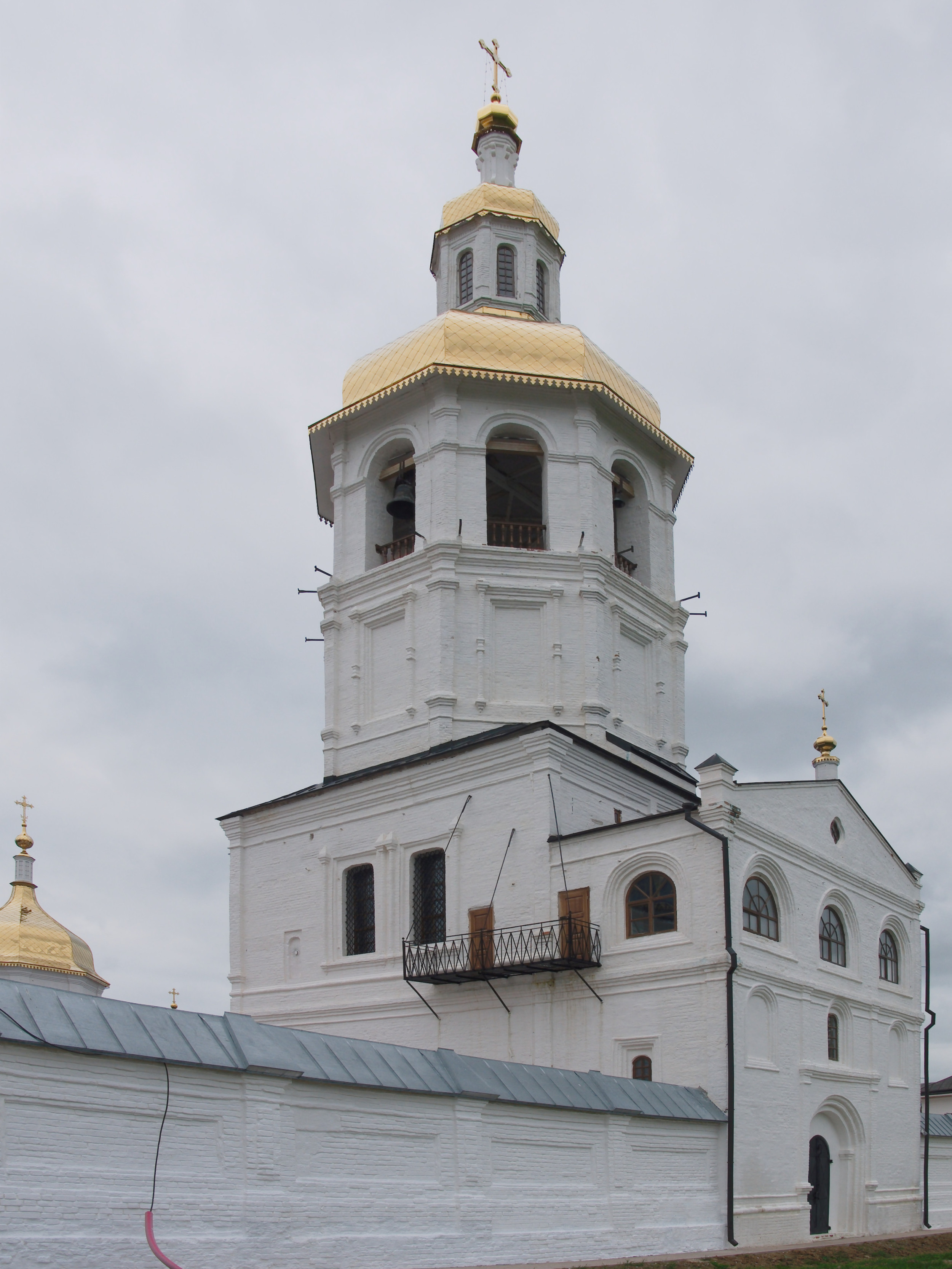
Église Marie l'égyptienne
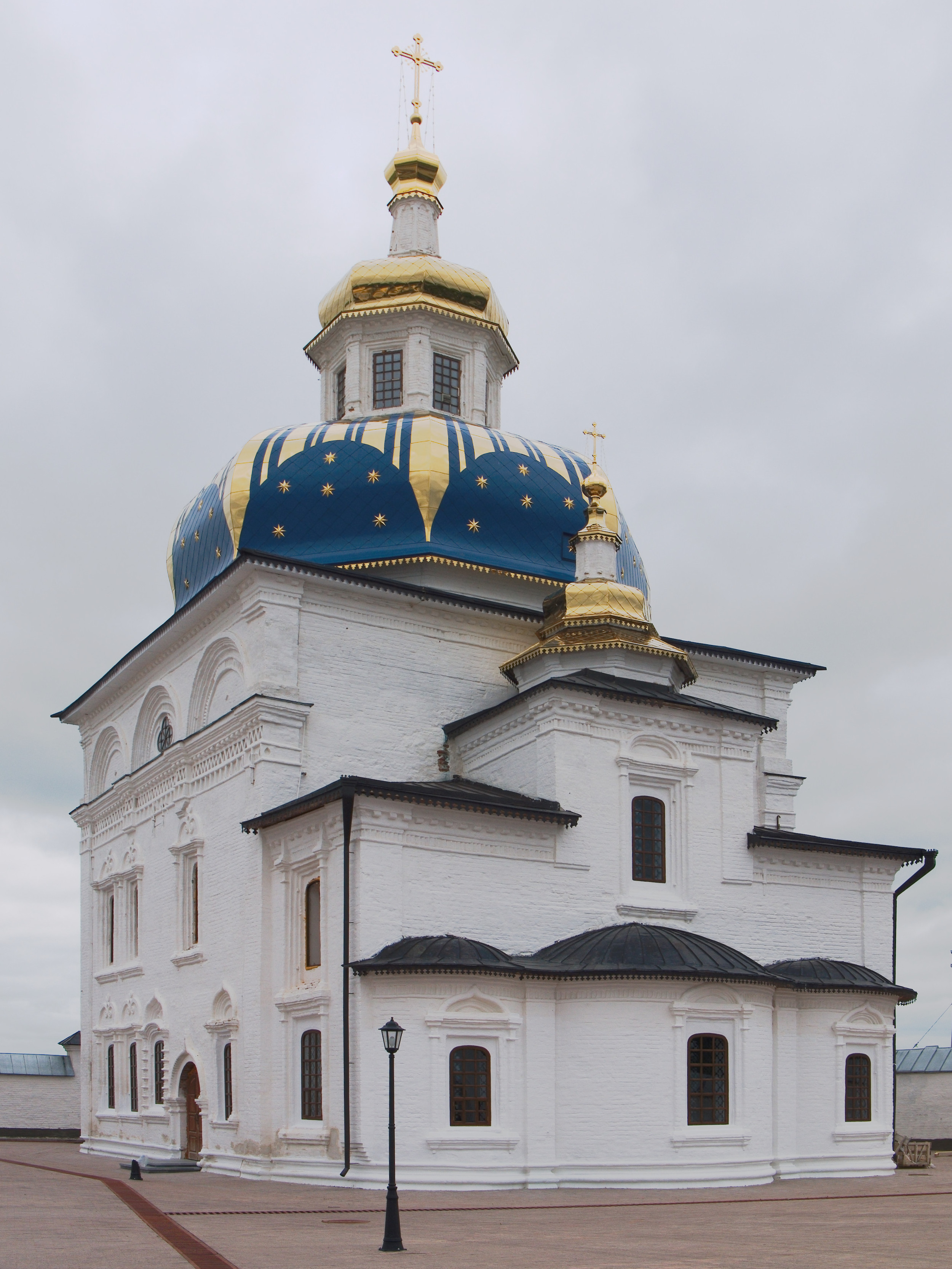
Cathédrale Notre-Dame-du-Signe